# شرفورد (شهر جدید)
شرفورد (به انگلیسی: Sherford) یک شهرک در بریتانیا است که در جنوب غربی انگلستان واقع شده‌است. شرفورد ۲۰ نفر جمعیت دارد.